# Vor Gericht (Kriminalroman)
Vor Gericht ist ein Roman des Schriftstellers Matthias Wittekindt. Es ist er erste Band einer Reihe um den pensionierten Kriminaldirektor Manz, der sich, nicht immer freiwillig, an Kriminalfälle aus seiner Dienstzeit in Berlin erinnert. 

## Handlung
Wie in jedem Band dieser Reihe gibt es zwei Zeitstränge: die Gegenwart und die Vergangenheit. In der Gegenwart ist Manz seit einigen Jahren pensioniert und lebt mit seiner Frau Christine in Zizzwitz, einem fiktiven Ort an der Elbe etwa fünfzehn Kilometer flussaufwärts von Dresden. Seine Freizeit verbringt er mit Freunden beim Rudern und im Kreis seiner großen Familie. 
Die Gemütlichkeit seiner Rentnertage wird gestört, als Manz eine Vorladung des Kriminalgerichts Moabit in Berlin erhält. Er soll zu seinen Ermittlungen in einem Mordfall aus dem Jahr 1990 aussagen. Manz arbeitete damals auf der Station 5 in Berlin-Neukölln, die Mauer war gerade gefallen, kurz darauf wurde er nach Dresden versetzt. In Buckow war eine sechzigjährige Frau erwürgt worden. Außerdem bahnt sich in der Ehe seiner jüngsten Tochter Julia eine Krise an, nachdem ihr Mann sich in eine Kollegin verguckt hat. Manz macht sich Sorgen um die Auswirkungen auf seine Enkelin Emma.
Manz lässt sich von einem ehemaligen Kollegen die Akten zum alten Fall schicken und liest sich wieder ein. Damit beginnt der zweite Strang der Erzählung: die Vergangenheit. Mit der Erinnerung an den Fall kehren auch Bilder aus Manz’ damaligen Familienleben zurück. Fünfundvierzig Jahre alt war er, als er im Mordfall Zeisig ermittelte, seine Frau, die als Expertin für die Wiedereingliederung arbeitsloser Jugendlicher in Schulen galt, war wie häufig auf Vortragsreise, und Manz verbringt viel Zeit mit seiner Kollegin Vera.
Das letzte Drittel des Romans spielt in der Gegenwart vor Gericht. Manz ist nach Berlin gereist und macht seine Aussage. Er sieht Zeugen und Kollegen von früher wieder. Nach all der Zeit scheint dank einer DNA-Spur der Täter gefasst. Für Manz wird der Prozess zum Anlass, auch mit sich selbst ins Gericht zu gehen, in beruflicher und privater Hinsicht: Was hat er damals übersehen, in seiner Ehe und in den Ermittlungen?

## Entstehung
Die Geschichte orientiert sich lose an einer Gerichtsverhandlung, der Wittekindt persönlich beigewohnt hat. Er schreibt dazu im Nachwort: „Sollte etwas zu verrückt, zu ausgedacht wirken, so mag man das so empfinden. Es entspricht aber faktisch dem, was tatsächlich passiert ist beziehungsweise gesagt wurde. Dass die Szenen aus dem Privatleben des damaligen Hauptermittlers Manz nicht Gegenstand der Verhandlungen waren, versteht sich. Ein Prozess ist kein Roman.“

## Rezeption
Das Buch stand mehrere Monate auf der Krimibestenliste sowie auf der Shortlist zum Crime Cologne Award.
Sylvia Staude schrieb in der Frankfurter Rundschau, Wittekindt sei „ein Meister der Zwischentöne und Zwischen-den-Zeilen-Räume“. In seinem Krimi gehe es nicht einfach darum, ein Rätsel zu lösen, er handele vom wirklichen Leben, in dem die Dinge selten glatt gingen. Ihr Fazit: „Matthias Wittekindt ist ein Autor, der einen pfiffig zum Selberdenken zwingt.“ Vor Gericht sei „ein Roman, in dem auch ein Krimi steckt“, schrieb Stefan Fischer in der Süddeutschen Zeitung. Einen „grandiosen neuen Krimi“ habe Matthias Wittekindt geschrieben, urteilt Jochen Vogt in der Westdeutschen Allgemeinen Zeitung. Man könne ihn „deshalb einer Tradition zurechnen, die von Friedrich Glauser und Friedrich Dürrenmatt, letztlich aber von deren Vorbild herkommt, dem großen Georges Simenon.“ Sonja Hartl hob im Deutschlandfunk Kultur die Beschäftigung mit der deutschen Geschichte hervor: „Der Autor kartiert in seinem Kriminalroman ganz nebenbei die Risse und Verwerfungen im Nachwendedeutschland.“ Volker Albers schrieb im Hamburger Abendblatt: „Es ist eine atmosphärisch dichte Geschichte, die Wittekindt erzählt, mit ausgefeilter Dramaturgie, genau entworfenen Charakteren, getragen im Ton, aber mit einem starken Sog.“ Und Peter Körte lobte in der FAZ: „Wer einen Roman von Matthias Wittekindt aufschlägt, tut das mit einem soliden Grundvertrauen: nicht enttäuscht zu werden, wo und wann immer die Geschichte angesiedelt ist.“